# Павлів Тарас Романович
Тара́с Рома́нович Па́влів (нар. 10 листопада 1988) — фанат львівських «Карпат», голова громадської організації «Завжди вірні», яка з вересня 2012 року та десь до середини 2014 року була розпорядником керуючої частки (50%) акцій ФК «Карпати Львів». Аспірант кафедри вищої геодезії і астрономії Національного університету «Львівська політехніка».

## Життєпис

### «Пласт»
Був у «Пласті» курінним куреня УПЮ ч. 1 імені Короля Данила. 2005 року почав працювати з новацьким пластовим роєм (діти віком 6-10 років) в ролі «братчика» (вихователя). Рій мав назву «Хижики» і був в складі пластового гнізда ч. 9 «Приблуди горобиної ночі».

### «Завжди вірні»
У фан-русі «Карпат» перебуває з 2006 року. Серед фанатів відомий під прізвиськами «Гладіатор» та «Гладік». Один із співзасновників громадської організації «Завжди вірні», яку створено 2010 року й відтоді вона виконує більшість організаційної роботи з найактивнішими вболівальниками «Карпат», як-от розповсюдження квитків у фан-сектори та підтримка команди в домашніх іграх, організація виїздів в інші міста на матчі «Карпат» тощо.
20 вересня 2012 року на прес-конференції почесний президент футбольного клубу «Карпати» (Львів) Петро Димінський повідомив, що, згідно з підписаною угодою, управлінські повноваження передано вболівальникам клубу, яких представляє ГО «Завжди вірні».
13 січня 2016 року стало відомо, що почесний президент  футбольного клубу «Карпати» (Львів) Петро Димінський відсторонив  вболівальників клубу, яких представляє ГО «Завжди вірні» від  управління клубом. Як пізніше роз'яснив представник ГО «Завжди вірні» Тарас Павлів, уболівальники брали участь в управлінні клубу лише десь до середини 2014 року, тобто за півтора року до появи у ЗМІ інформації про це.

### Політика
Був помічником депутата Львівської міськради Паньків Христини Володимирівни.
В 2020 р. балотувався в Львівську міськраду від «Самопомочі»,'— не пройшов.

## Особисте життя
Одружений. Має дочку та сина
.